# Укулю
Укулю — река в России, протекает по Ишимбайскому району Башкортостана. Приток Бриша.
Расположена на хребте Кадералы.
Ближайшие притоки Бриша это Усаклуй, Асиля и Мырзагол.
Вдоль русла проходит дорога местного значения.
Система водного объекта: Бриш → Белая → Кама → Волга → Каспийское море.